# Rauschenberg
Rauschenberg ist eine Stadt im Norden des mittelhessischen Landkreises Marburg-Biedenkopf.

## Geografie

### Geografische Lage
Rauschenberg liegt am Südostrand des Burgwalds, nordöstlich von Marburg und nördlich von Kirchhain. Einige Ortsteile der Gemeinde werden von der Wohra durchflossen.
Im Hundsbachtal bei Ernsthausen befinden sich die Reste der Burg Hundsbach.

### Nachbargemeinden
Rauschenberg grenzt im Norden an die Stadt Rosenthal (Landkreis Waldeck-Frankenberg) sowie die Gemeinden Wohratal (Landkreis Marburg-Biedenkopf) und Gilserberg (Schwalm-Eder-Kreis), im Osten an die Stadt Stadtallendorf, im Süden an die Stadt Kirchhain, im Südwesten an die Gemeinde Cölbe, sowie im Westen an die Stadt Wetter (alle im Landkreis Marburg-Biedenkopf).

### Stadtgliederung
Rauschenberg besteht aus den Stadtteilen Albshausen, Bracht, Ernsthausen, Josbach, Rauschenberg, Schwabendorf und Wolfskaute.

## Geschichte

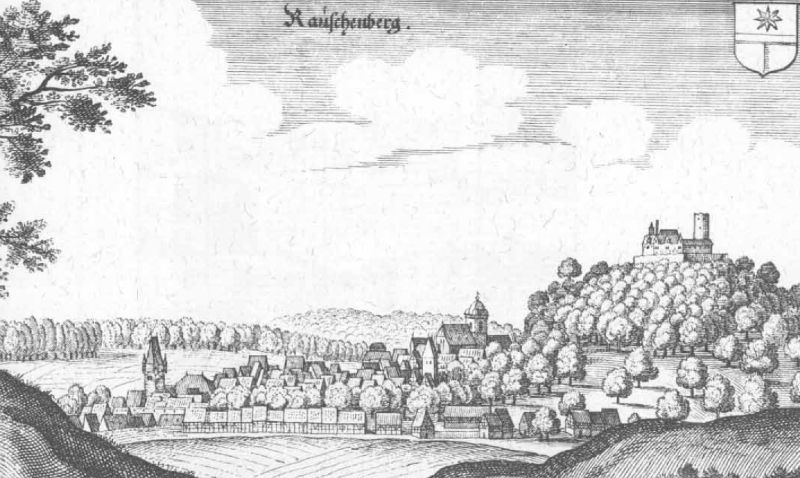
Rauschenberg – Auszug aus der Topographia Hassiae von Matthäus Merian 1655

### Ortsgeschichte
Schon um das Jahr 1000 wurde im heutigen Gebiet von Rauschenberg die Burg Rauschenberg erbaut, in deren Schutz sich dann die Siedlung entwickelte. Die älteste bekannte schriftliche Erwähnung des Orts erfolgte unter dem Namen Ruschenberg im Jahr 1254 in einer Urkunde des Klosters Haina.
Durch einen Brand am 8. Mai 1266 wurde die Siedlung Rauschenberg nahezu vollständig zerstört. Graf Gottfried V. von Ziegenhain räumte dem Ort zum Wiederaufbau besondere Befugnisse ein und verlieh ihm am 25. Mai 1266 die Stadtrechte. Rauschenberg war Sitz des Amtes Rauschenberg. Als 1450 das Geschlecht der Grafen von Ziegenhain im Mannesstamm erlosch, fielen die Grafschaft Ziegenhain und damit auch Burg und Stadt Rauschenberg zunächst als Wittum an die Witwe Elisabeth des verstorbenen letzten Ziegenhainer Grafen Johann II. und nach ihrem Tod 1462 endgültig an die Landgrafschaft Hessen. Bald darauf wurde die Burg zum Jagdschloss erweitert.
Während des Dreißigjährigen Krieges wurde Rauschenberg durch schwedische Truppen geplündert. Nachdem zwei Jahre vor Kriegsende das Schloss im Zuge des hessischen Erbfolgekriegs auf Geheiß eines Kasseler Obristen gesprengt wurde, steht dort heute nur noch eine Ruine.
Zur Zeit des napoleonischen Königreichs Westphalen 1806–1813 war Rauschenberg Verwaltungssitz des Kantons Rauschenberg. Bis 1932 bestand das Amtsgericht Rauschenberg.
Hessische Gebietsreform (1970–1977)
Im Zuge der Gebietsreform in Hessen genehmigte die Landesregierung mit Wirkung vom 31. Dezember 1971 den freiwilligen Zusammenschluss der Stadt Rauschenberg und den Gemeinden Albshausen, Bracht, Ernsthausen, Josbach, Schwabendorf und Wolfskaute im damaligen Landkreis Marburg zu einer Stadt mit dem Namen Rauschenberg. Für alle ehemals eigenständigen Gemeinden sowie für die Kernstadt wurde je ein Ortsbezirk gebildet.

### Franz Berthoud
Zur Zeit des Nationalsozialismus arbeitete Franz Berthoud (1894–1977) als Pfarrer an der Stadtkirche zu Rauschenberg. Er war ein engagierter Gegner des Nationalsozialismus. Als einer der Wenigen weigerte er sich – zusammen mit seiner Frau – 1933 die NSDAP zu wählen. Als dies öffentlich bekannt wurde, bekam er Schwierigkeiten mit der örtlichen SA und geriet unter Druck. Dieser verschärfte sich, als Berthoud 1934 einen sterbenden Juden in der Nachbarschaft besuchte. Dieser Vorgang – im Pfarrarchiv als „Fall Plaut“ dokumentiert – führte zu einem ernsten innerkirchlichen Konflikt, zunächst mit dem Kirchenvorstand, dann aber auch mit der landeskirchlichen Leitung in Kassel. Berthoud blieb standhaft, engagierte sich aktiv als Obmann der Bekennenden Kirche im Kirchenkreis Kirchhain und blieb allen juristischen Verfolgungen bzw. Denunziationen zum Trotz über den Krieg hinaus seiner Kirchengemeinde treu. 1956 verließ er aus gesundheitlichen Gründen die Pfarrstelle und arbeitete als Pfarrer in Hofgeismar und später in Ottrau, wo er 1977 verstarb.

### Verwaltungsgeschichte im Überblick
Die folgende Liste zeigt die Staaten und Verwaltungseinheiten, denen Rauschenberg angehört(e):
- vor 1450: Heiliges Römisches Reich, Grafschaft Ziegenhain
- ab 1450: Heiliges Römisches Reich, Landgrafschaft Hessen, Amt Rauschenberg[8]
- ab 1567: Heiliges Römisches Reich, Landgrafschaft Hessen-Marburg, Amt Rauschenberg[9]
- 1604–1648: Heiliges Römisches Reich, strittig zwischen Landgrafschaft Hessen-Darmstadt und Landgrafschaft Hessen-Kassel (Hessenkrieg)
- ab 1648: Heiliges Römisches Reich, Landgrafschaft Hessen-Kassel, Amt Rauschenberg
- ab 1806: Landgrafschaft Hessen-Kassel, Amt Rauschenberg
- 1807–1813: Königreich Westphalen, Departement der Werra, Distrikt Marburg, Kanton Rauschenberg
- ab 1815: Kurfürstentum Hessen, Amt Rauschenberg[10]
- ab 1821: Kurfürstentum Hessen, Provinz Oberhessen, Kreis Kirchhain[11][Anm. 1]
- ab 1848: Kurfürstentum Hessen, Bezirk Marburg
- ab 1851: Kurfürstentum Hessen, Provinz Oberhessen, Kreis Kirchhain
- ab 1867: Königreich Preußen, Provinz Hessen-Nassau, Regierungsbezirk Kassel, Kreis Kirchhain
- ab 1871: Deutsches Reich, Königreich Preußen, Provinz Hessen-Nassau, Regierungsbezirk Kassel, Kreis Kirchhain
- ab 1918: Deutsches Reich, Freistaat Preußen, Provinz Hessen-Nassau, Regierungsbezirk Kassel, Kreis Kirchhain
- ab 1932: Deutsches Reich, Freistaat Preußen, Provinz Hessen-Nassau, Regierungsbezirk Kassel, Kreis Marburg
- ab 1944: Deutsches Reich, Freistaat Preußen, Provinz Kurhessen, Landkreis Marburg
- ab 1945: Deutsches Reich, Amerikanische Besatzungszone, Groß-Hessen, Regierungsbezirk Kassel, Landkreis Marburg
- ab 1946: Deutsches Reich, Amerikanische Besatzungszone, Hessen, Regierungsbezirk Kassel, Landkreis Marburg
- ab 1949: Bundesrepublik Deutschland, Hessen, Regierungsbezirk Kassel, Landkreis Marburg
- ab 1974: Bundesrepublik Deutschland, Hessen, Regierungsbezirk Kassel, Landkreis Marburg-Biedenkopf
- ab 1981: Bundesrepublik Deutschland, Hessen, Regierungsbezirk Gießen, Landkreis Marburg-Biedenkopf

## Bevölkerung

### Einwohnerstruktur 2011
Nach den Erhebungen des Zensus 2011 lebten am Stichtag, dem 9. Mai 2011, in Rauschenberg 4466 Einwohner. Darunter waren 129 (2,8 %) Ausländer, von denen 45 aus dem EU-Ausland, 45 aus anderen europäischen Ländern und 36 aus anderen Staaten kamen. (Bis zum Jahr 2020 erhöhte sich die Ausländerquote auf 5,6 %.) Nach dem Lebensalter waren 759 Einwohner unter 18 Jahren, 1824 zwischen 18 und 49, 990 zwischen 50 und 64 und 894 Einwohner waren älter. Die Einwohner lebten in 1871 Haushalten. Davon waren 495 Singlehaushalte, 462 Paare ohne Kinder und 663 Paare mit Kindern, sowie 189 Alleinerziehende und 42 Wohngemeinschaften. In 318 Haushalten lebten ausschließlich Senioren und in 1245 Haushaltungen lebten keine Senioren.

### Einwohnerentwicklung
| Quelle: Historisches Ortslexikon |                                                                                         |
| • 1570:                          | 122 Bürger                                                                              |
| • 1577:                          | 178 Hausgesesse                                                                         |
| • 1629:                          | 115 Hausgesesse                                                                         |
| • 1723:                          | 212 Familien                                                                            |
| • 1747:                          | 205 Haushalte, 964 Einwohner                                                            |
| • 1838:                          | Familien: 274 nutzungsberechtigte, 5 nicht nutzungsberechtigte Ortsbürger, 39 Beisassen |

| Rauschenberg: Einwohnerzahlen von 1784 bis 2020 | Rauschenberg: Einwohnerzahlen von 1784 bis 2020 | Rauschenberg: Einwohnerzahlen von 1784 bis 2020 | Rauschenberg: Einwohnerzahlen von 1784 bis 2020 | Rauschenberg: Einwohnerzahlen von 1784 bis 2020 |
| --- | ----------------------------------------------- | ----------------------------------------------- | ----------------------------------------------- | ----------------------------------------------- |
| Jahr |                                                 |                                                 |                                                 | Einwohner                                       |
| 1784 | 1784                                            |                                                 | 1.098                                           | 1.098                                           |
| 1834 | 1834                                            |                                                 | 1.449                                           | 1.449                                           |
| 1840 | 1840                                            |                                                 | 1.461                                           | 1.461                                           |
| 1846 | 1846                                            |                                                 | 1.458                                           | 1.458                                           |
| 1852 | 1852                                            |                                                 | 1.618                                           | 1.618                                           |
| 1858 | 1858                                            |                                                 | 1.485                                           | 1.485                                           |
| 1864 | 1864                                            |                                                 | 1.447                                           | 1.447                                           |
| 1871 | 1871                                            |                                                 | 1.298                                           | 1.298                                           |
| 1875 | 1875                                            |                                                 | 1.209                                           | 1.209                                           |
| 1885 | 1885                                            |                                                 | 1.159                                           | 1.159                                           |
| 1895 | 1895                                            |                                                 | 1.089                                           | 1.089                                           |
| 1905 | 1905                                            |                                                 | 1.047                                           | 1.047                                           |
| 1910 | 1910                                            |                                                 | 1.079                                           | 1.079                                           |
| 1925 | 1925                                            |                                                 | 1.146                                           | 1.146                                           |
| 1939 | 1939                                            |                                                 | 1.122                                           | 1.122                                           |
| 1946 | 1946                                            |                                                 | 1.800                                           | 1.800                                           |
| 1950 | 1950                                            |                                                 | 1.811                                           | 1.811                                           |
| 1956 | 1956                                            |                                                 | 1.699                                           | 1.699                                           |
| 1961 | 1961                                            |                                                 | 1.662                                           | 1.662                                           |
| 1967 | 1967                                            |                                                 | 1.670                                           | 1.670                                           |
| 1973 | 1973                                            |                                                 | 4.361                                           | 4.361                                           |
| 1975 | 1975                                            |                                                 | 4.355                                           | 4.355                                           |
| 1980 | 1980                                            |                                                 | 4.231                                           | 4.231                                           |
| 1985 | 1985                                            |                                                 | 4.205                                           | 4.205                                           |
| 1990 | 1990                                            |                                                 | 4.518                                           | 4.518                                           |
| 1995 | 1995                                            |                                                 | 4.865                                           | 4.865                                           |
| 2000 | 2000                                            |                                                 | 4.874                                           | 4.874                                           |
| 2005 | 2005                                            |                                                 | 4.749                                           | 4.749                                           |
| 2010 | 2010                                            |                                                 | 4.467                                           | 4.467                                           |
| 2011 | 2011                                            |                                                 | 4.466                                           | 4.466                                           |
| 2015 | 2015                                            |                                                 | 4.469                                           | 4.469                                           |
| 2020 | 2020                                            |                                                 | 4.410                                           | 4.410                                           |
| Datenquelle: Historisches Gemeindeverzeichnis für Hessen: Die Bevölkerung der Gemeinden 1834 bis 1967. Wiesbaden: Hessisches Statistisches Landesamt, 1968. Weitere Quellen: LAGIS; Hessisches Statistisches Informationssystem; Zensus 2011 Ab 1972 einschließlich der im Zuge der Gebietsreform in Hessen eingegliederten Orte. |                                                 |                                                 |                                                 |                                                 |

### Religionszugehörigkeit
| Quelle: Historisches Ortslexikon | |
| • 1861:                          | 1099 evangelisch-lutherische, 214 evangelisch-reformierte, 14 römisch-katholische, 66 jüdische Einwohner.          |
| • 1885:                          | 1086 evangelische (= 93,70 %), 22 katholische (= 1,90 %), 50 jüdische (= 4,31 %), ein anderer (= 0,09 %) Einwohner |
| • 1961:                          | 1515 evangelische (= 91,16 %), 114 katholische (= 6,86 %) Einwohner                                                |
| • 1987:                          | 3771 evangelische (= 86,69 %), 338 katholische (= 7,77 %), 241 sonstige (= 5,54 %) Einwohner                       |
| • 2011:                          | 3318 evangelische (= 74,29 %), 437 katholische (= 9,79 %), 711 sonstige (= 15,92 %) Einwohner                      |

### Erwerbstätigkeit
| Quelle: Historisches Ortslexikon | |
| • 1784:                          | Erwerbspersonen: 13 Bäcker, 7 Schneider, 7 Krämer, 6 Metzger, 8 Schuhmacher, 5 Schmiede, ein Schlosser, ein Sattler, 5 Leineweber, 6 Strumpfweber nebst zwei Fabriken, ein Wollkämmer, ein Posamentier, zwei Schreiner, ein Drechsler, zwei Wagner, 1 Büttner, drei Zimmerleute, drei Maurer, ein Glaser, ein Töpfer, zwei Nadelmacher, zwei Chirurgen, 5 Gastwirte, ein Weinschenk, 12 Branntweinbrenner und -schenker, zwei Wassermüller, ein Roßmüller, ein Musikant, 41 Tagelöhner(innen), 7 Lohnschäfer. |
| • 1838:                          | Familien: 94 Ackerbau, 99 Gewerbe, 40 Tagelöhner |
| • 1961:                          | Erwerbspersonen: 227 Land- und Forstwirtschaft, 289 Produzierendes Gewerbe, 99 Handel und Verkehr, 127 Dienstleistungen und Sonstiges |

## Politik

### Stadtverordnetenversammlung
Die Kommunalwahl am 14. März 2021 lieferte folgendes Ergebnis, in Vergleich gesetzt zu früheren Kommunalwahlen:
| Sitzverteilung in der Stadtverordnetenversammlung 2021Insgesamt 23 Sitze - SPD: 4 - Grüne: 4 - FBL: 8 - CDU: 7 | Parteien und Wählergemeinschaften | Parteien und Wählergemeinschaften           | 2021  | 2021  | 2016  | 2016  | 2011  | 2011  | 2006  | 2006  | 2001  | 2001  |
| Sitzverteilung in der Stadtverordnetenversammlung 2021Insgesamt 23 Sitze - SPD: 4 - Grüne: 4 - FBL: 8 - CDU: 7 | Parteien und Wählergemeinschaften | Parteien und Wählergemeinschaften           | %     | Sitze | %     | Sitze | %     | Sitze | %     | Sitze | %     | Sitze |
| Sitzverteilung in der Stadtverordnetenversammlung 2021Insgesamt 23 Sitze - SPD: 4 - Grüne: 4 - FBL: 8 - CDU: 7 | FBL                               | Freie Bürgerliste                           | 33,6  | 8     | 29,7  | 7     | 20,2  | 5     | 20,4  | 5     | 20,8  | 5     |
| Sitzverteilung in der Stadtverordnetenversammlung 2021Insgesamt 23 Sitze - SPD: 4 - Grüne: 4 - FBL: 8 - CDU: 7 | CDU                               | Christlich Demokratische Union Deutschlands | 28,8  | 7     | 26,1  | 6     | 32,0  | 7     | 32,9  | 8     | 30,7  | 7     |
| Sitzverteilung in der Stadtverordnetenversammlung 2021Insgesamt 23 Sitze - SPD: 4 - Grüne: 4 - FBL: 8 - CDU: 7 | SPD                               | Sozialdemokratische Partei Deutschlands     | 20,0  | 4     | 23,1  | 5     | 28,2  | 7     | 36,4  | 8     | 38,8  | 9     |
| Sitzverteilung in der Stadtverordnetenversammlung 2021Insgesamt 23 Sitze - SPD: 4 - Grüne: 4 - FBL: 8 - CDU: 7 | Grüne                             | Bündnis 90/Die Grünen                       | 17,7  | 4     | 21,1  | 5     | 19,5  | 4     | 10,4  | 2     | 9,8   | 2     |
| Sitzverteilung in der Stadtverordnetenversammlung 2021Insgesamt 23 Sitze - SPD: 4 - Grüne: 4 - FBL: 8 - CDU: 7 | Gesamt                            | Gesamt                                      | 100,0 | 23    | 100,0 | 23    | 100,0 | 23    | 100,0 | 23    | 100,0 | 23    |
| Sitzverteilung in der Stadtverordnetenversammlung 2021Insgesamt 23 Sitze - SPD: 4 - Grüne: 4 - FBL: 8 - CDU: 7 | Ungültige Stimmen in %            | Ungültige Stimmen in %                      | 2,8   | —     | 3,8   | —     | 3,2   | —     | 3,0   | —     | 2,2   | —     |
| Sitzverteilung in der Stadtverordnetenversammlung 2021Insgesamt 23 Sitze - SPD: 4 - Grüne: 4 - FBL: 8 - CDU: 7 | Wahlbeteiligung in %              | Wahlbeteiligung in %                        | 53,2  | 53,2  | 51,4  | 51,4  | 51,4  | 51,4  | 52,4  | 52,4  | 58,8  | 58,8  |

### Bürgermeister

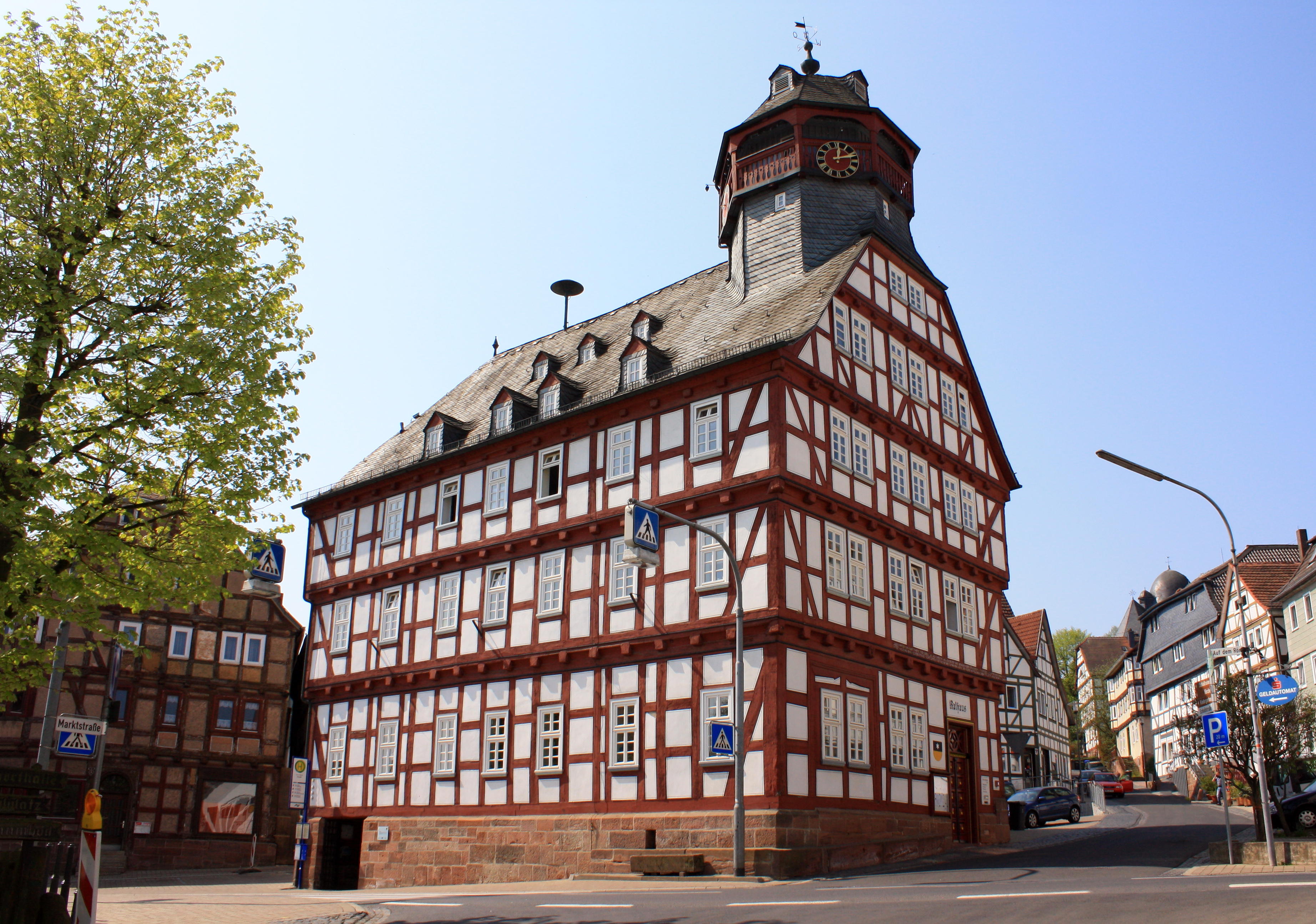
Das Rathaus der Stadt

Nach der hessischen Kommunalverfassung wird der Bürgermeister für eine sechsjährige Amtszeit gewählt, seit dem Jahr 1993 in einer Direktwahl, und ist Vorsitzender des Magistrats, dem in der Stadt Rauschenberg neben dem Bürgermeister ehrenamtlich ein Erster Stadtrat und sechs weitere Stadträte angehören. Bürgermeisterin ist seit dem 1. April 2025 Alexandra Klusmann (SPD). Sie wurde als Nachfolgerin von Michael Emmerich (CDU), der nach zwei Amtszeiten nicht wieder kandidiert hatte, am 27. Oktober 2024 in einer Stichwahl bei 57,0 Prozent Wahlbeteiligung mit 56,7 Prozent der Stimmen gewählt.
Amtszeiten der Bürgermeister
- 2025–2031 Alexandra Klusmann (SPD)[23]
- 2013–2025 Michael Emmerich (CDU)[24]
- 1995–2013 Manfred Barth (SPD)[27]
- 1970–1995 Herbert Schmitz[28]

### Ortsbeiräte
Stadt Rauschenberg
Für alle Stadtteile Rauschenbergs und die Kernstadt bestehen Ortsbezirke mit Ortsbeirat und Ortsvorsteher, nach Maßgabe der §§ 81 und 82 HGO und des Kommunalwahlgesetzes in der jeweils gültigen Fassung. Die Ortsbeiräte werden im Rahmen der Kommunalwahlen gewählt. Der Ortsbeirat wählt eines seiner Mitglieder zum Ortsvorsteher bzw. zur Ortsvorsteherin.
Stadtteil Rauschenberg
Der Ortsbeirat für den Ortsbezirk Rauschenberg besteht aus fünf Mitgliedern. Die Wahlbeteiligung zur Wahl des Ortsbeirats bei der Kommunalwahl 2021 48,70 %. Dabei wurden gewählt: drei Mitglieder des Bündnis 90/Die Grünen und zwei Mitglieder der „Gemeinschaftsliste Rauschenberg“. Der Ortsbeirat wählte Michael Vaupel (Grüne) zum Ortsvorsteher.

### Wappen und Flagge
Am 16. Mai 1990 genehmigt der Hessische Minister des Innern das Wappen mit folgender Beschreibung:
| Wappen von Rauschenberg | Blasonierung: „Das Wappen der Stadt Rauschenberg zeigt im von Schwarz und Gold geteilten Schild oben einen sechsstrahligen silbernen Stern.“ |
| Wappen von Rauschenberg | Wappenbegründung: Das Wappen entspricht dem der Grafen von Ziegenhain, den früheren Herren der Stadt. Das Hessische Ortswappenbuch von 1956 (Verlag C. A. Starke, Limburg) zeigt einen achtstrahligen Stern. Dieser erinnert daran, dass Elisabeth, die Witwe des letzten Ziegenhainer Grafen Johann II., eine geborene Gräfin von Waldeck war, die in Rauschenberg (z. B. in die Stadtkirche) viel investierte; der achtstrahlige Stern ist der Waldeckische schwarze Stern auf gelbem Grund. |

Die nichtamtliche Flagge der Gemeinde zeigt das Wappen auf einem von Schwarz und Gold zweigeteilten Flaggentuch.

### Städtepartnerschaften
Die Partnerstadt von Rauschenberg ist Westende in Belgien.

## Kultur und Sehenswürdigkeiten
Bauwerke

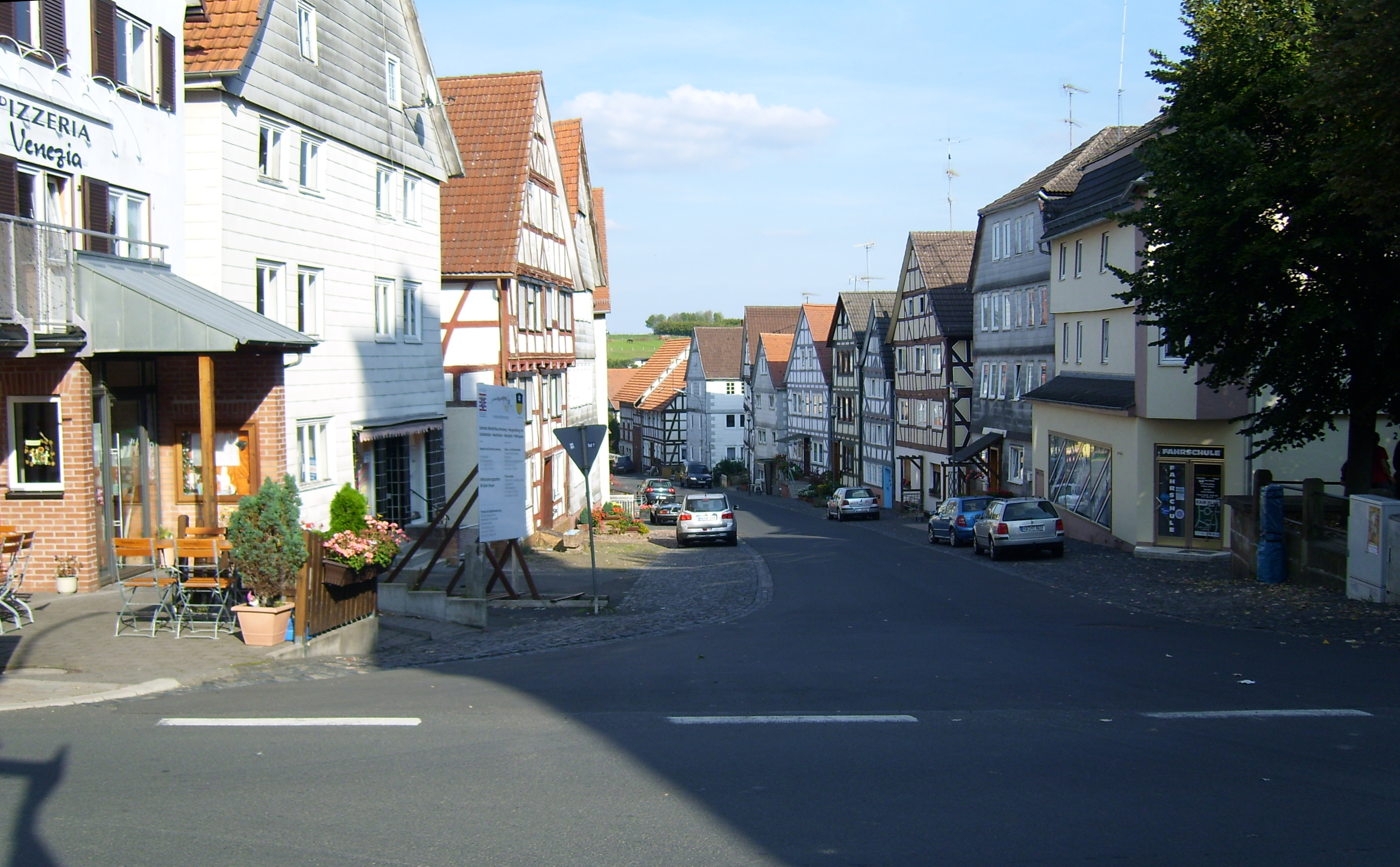
Die Marktstraße, nordöstlich dem Rathaus gegenüber stehend

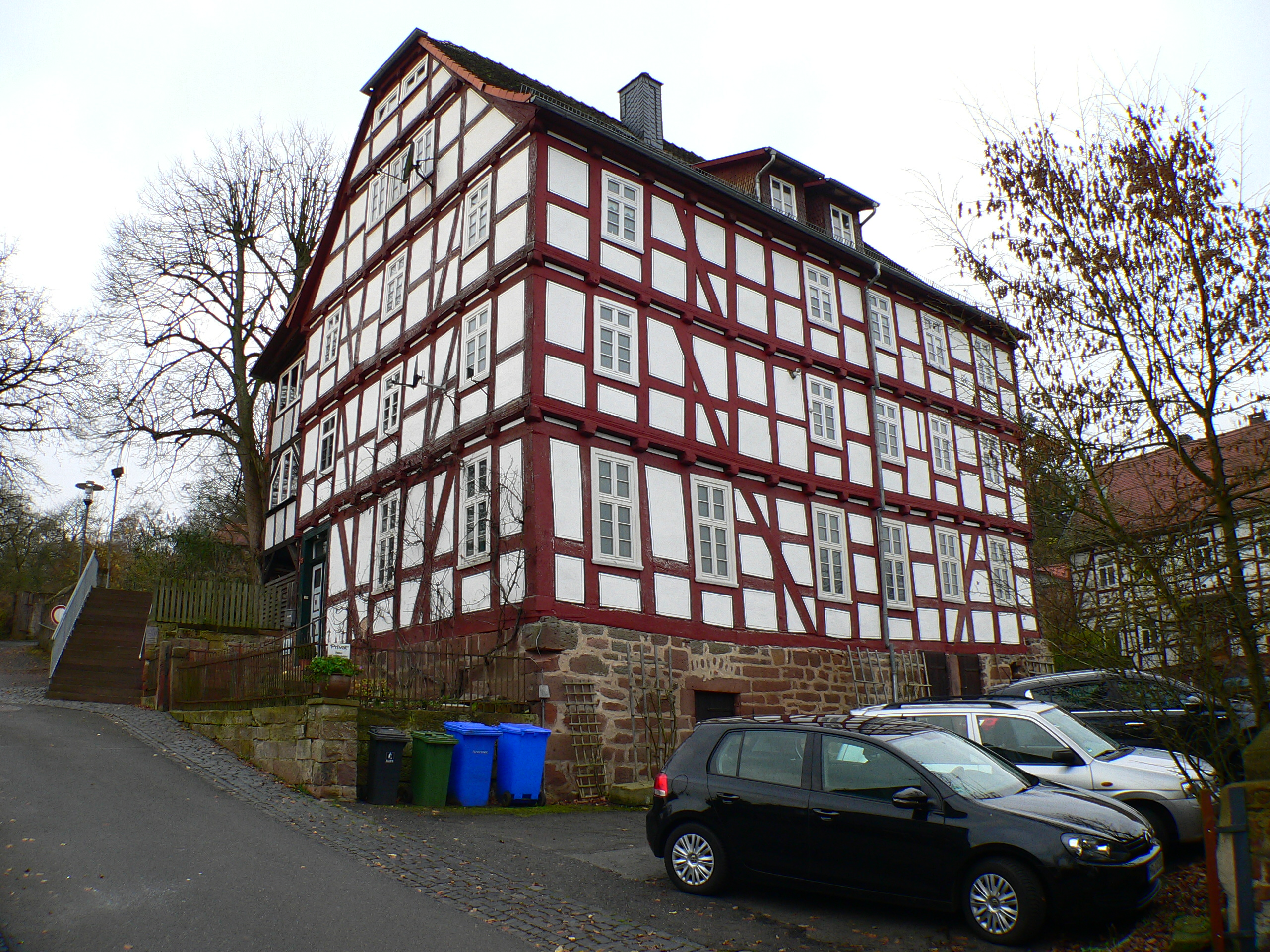
Die „Metropolitanei“

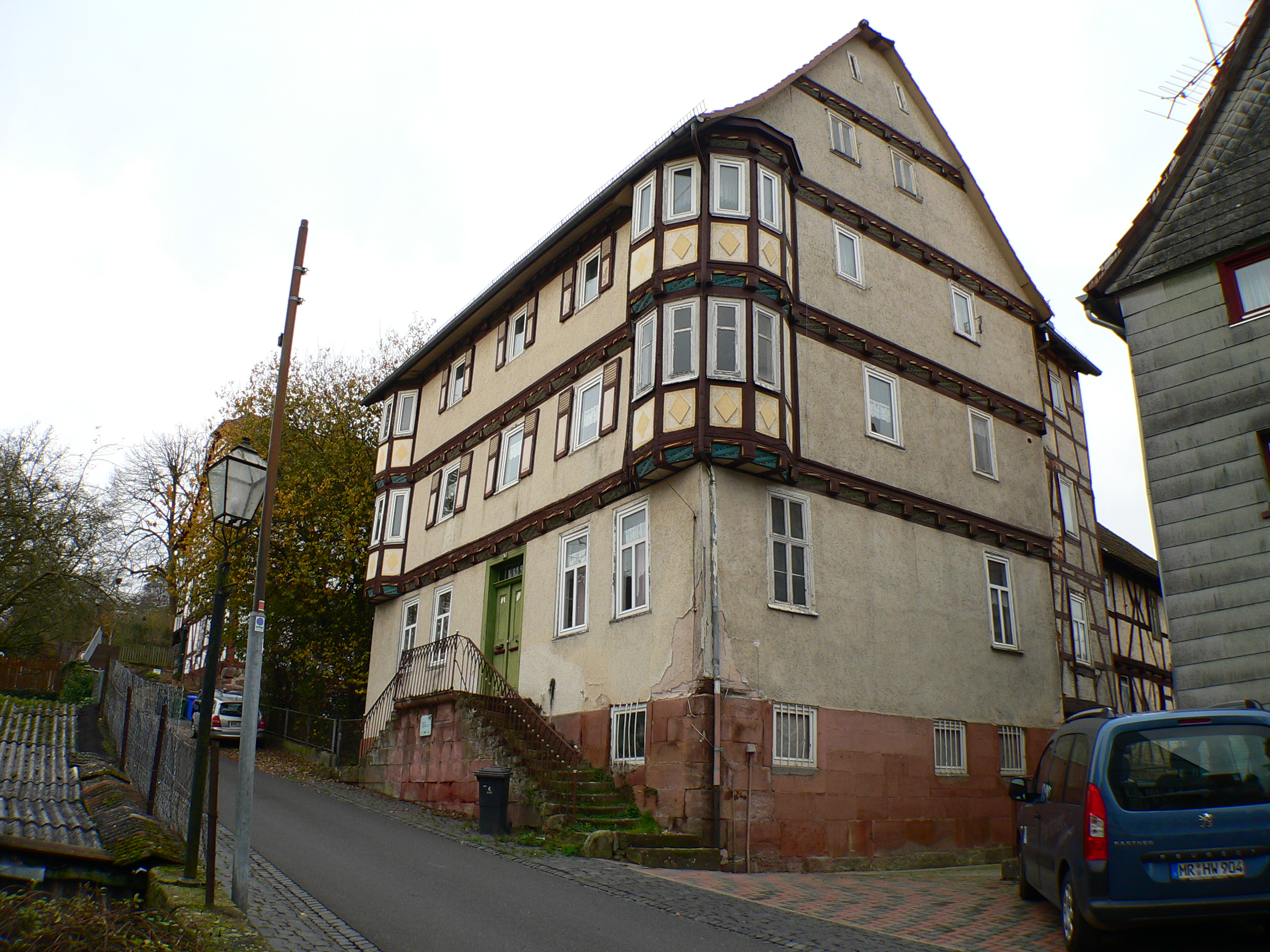
Das Burgmannenhaus

In der Rauschenberger Altstadt befinden sich, insbesondere im Zentrum rund um das Rathaus, viele mehrere hundert Jahre alte Fachwerkhäuser in recht gutem Zustand. Das Rathaus ist ein dreistöckiger Fachwerkbau; es besitzt einen steinernen Treppenturm mit Fachwerkobergeschoss an der nördlichen Westseite und einen Uhrturm als Dachaufsatz an der nördlichen Schmalseite. Beide Türme sind achteckig und tragen flache, verschieferte Hauben. Insgesamt sind an dem Gebäude drei heraldisch interessante Steine zu sehen: An der Außenwand des Turmes ist an der Nordseite ein landgräflicher Wappenstein von Philipp I. eingelassen, ein zweiter Wappenstein ist darunter im Tympanonfeld des Treppenturmportals angebracht, heraldisch rechts das Stadtwappen (identisch mit dem der Grafen von Ziegenhain), heraldisch links das Wappen von "Balczer" (Balthasar) von Weitershausen, Mundschenk von Landgraf Philipp von Hessen und ab 1569 Rentmeister zu Rauschenberg. Dieses auf 1566 datierte Portal mit dem Wappenrelief wird dem Bildhauer Philipp Soldan zugeschrieben. Auf der Turmseitenfläche rechts neben dem Portal ist eine Bauinschrift mit mehreren Wappen der Ratsfamilien angebracht (Finck, Möller, Stocker et alii).
Von der Burg bzw. dem Schloss Rauschenberg sind nach der Zerstörung im Dreißigjährigen Krieg nur noch geringe Reste vorhanden. Die Ruinen auf dem Hügel oberhalb der Altstadt von Rauschenberg sind frei zugänglich.
Erwähnenswert ist überdies die Stadtkirche zu Rauschenberg. Der älteste Teil, insbesondere das westliche Hauptschiff, stammt aus der Mitte des 13. Jahrhunderts. Im Jahre 1453 wurde die Kirche durch die Gräfin Elisabeth, Witwe des 1450 verstorbenen letzten Grafen von Ziegenhain und bis 1462 Wittums-Besitzerin der Stadt, erweitert (u. a. spätgotischer Chor) und mit einem sehenswerten spätgotischen Altarbild ausgestattet. Ihr Wappenstein, eine Kombination aus dem Wappenschild der Grafen von Ziegenhain mit dem der Grafen von Waldeck, befindet sich an einem Pfeiler an der Südseite der Kirche. Unter diesem befindet sich eine Sonnenuhr, auf der eine kolorierte Ritzzeichnung des Wappens der Rauschenberger Linie der von Weitershausen angebracht ist. Der ehemalige Flügelaltar – vermutlich aus der Schule des Konrad von Soest – weist große Ähnlichkeit mit dem berühmten Bad Wildunger Altarbild auf, ist allerdings nicht mehr vollständig erhalten. In der Mitte fehlen einige der Bilder. Möglicherweise stand in der Mitte die an der nördlichen Seitenwand aufgestellte Mondsichelmadonna mit Kind, die ebenfalls auf den Anfang des 15. Jahrhunderts datiert wird.
Unterhalb der Stadtkirche steht das „Metropolitanei“ genannte ehemalige Pfarrhaus aus dem 16. Jahrhundert und talwärts davon das schlossähnliche Burgmannenhaus ebenfalls aus dem 16. Jahrhundert, bis 1812 Wohnsitz der Rauschenberger Burgmannen.

## Wirtschaft und Infrastruktur

### Verkehr
- Rauschenberg ist über die Bundesstraße 3 Frankfurt/Kassel, und die Landesstraßen L3073 und L3077 an das Straßennetz angebunden.
- Im ÖPNV bestehen mehrmals täglich Busverbindungen von und nach Kirchhain und Marburg. Rauschenberg war mit der Wohratalbahn an das Schienennetz (Strecke Kirchhain–Gemünden) angebunden. 1972 wurde der Personenverkehr, 1981 der Güterverkehr eingestellt sowie die Strecke stillgelegt und 1982 komplett abgebaut.

### Industrie und Handel
Unmittelbar östlich unterhalb der Kernstadt Rauschenbergs befindet sich, direkt an die Wohra angrenzend, ein Gewerbegebiet, in dem verschiedene mittelständische und Kleinbetriebe angesiedelt sind.

## Persönlichkeiten

### In Rauschenberg geborene Persönlichkeiten
- Johannes Hinderbach (1418–1486), Bischof von Trient
- Johann Ludwig Konrad Allendorf (1693–1773), Pädagoge, lutherischer Pfarrer und Dichter von Kirchenliedern
- Adam Seibert (1818–1880), Mühlenbesitzer, Abgeordneter des Provinziallandtages der Provinz Hessen-Nassau
- Justus Heinrich Bromm (1827–1905), Bürgermeister und Mitglied des Preußischen Abgeordnetenhauses
- Heinrich Grebe (1831–1903), Geologe
- Christian Wilhelm Berghoeffer (1859–1938), Bibliothekar
- Robert Amelung (1877–1964), Marinearzt
- Gustav Simon (1878–1962), Verwaltungsjurist

### Persönlichkeiten, die in Rauschenberg gelebt oder gewirkt haben
- Elisabeth von Waldeck (~1401–1462), letzte Gräfin von Ziegenhain und Nidda, als Witwe Herrin von Rauschenberg
- Johann Spieker (1756–1825), Pfarrer in Rauschenberg
- Franz Berthoud (1894–1977), reformierter Theologe und Pfarrer an der Stadtkirche zu Rauschenberg
- Peter Janich (1942–2016), Philosoph und Mitbegründer des Methodischen Kulturalismus, verstorben in Rauschenberg